# Jurica Buljat
Jurica Buljat est un footballeur international croate né le 12 septembre 1986 à Zadar. Il évolue actuellement au BATE Borissov, au poste de défenseur central.

## Carrière

### En sélection
Il honore sa première sélection en équipe de Croatie le 26 mai 2010, face à l'Estonie, en remplaçant Milan Badelj à la 88e minute de jeu.

## Palmarès
- Championnat de Biélorussie : 2017